# John Jeffcoat
John Jeffcoat ist ein US-amerikanischer Regisseur. Besondere Bekanntheit erlangte er 2006 für seinen Film Outsourced – Auf Umwegen zum Glück, der von 2010 bis 2011 als Fernsehserie fortgesetzt wurde. Neben seiner Tätigkeit als Regisseur trat er auch als Filmproduzent, Drehbuchautor, Filmeditor, Schauspieler und Kameramann in Erscheinung.

## Leben
Jeffcoat wuchs in New York City auf und schloss 1994 Denison University in Ohio ab. Danach ließ er sich in Seattle nieder und begann in der Filmbranche tätig zu werden. Sein Regiedebüt gab er 1999 mit der Dokumentation Bingo! The Documentary, die einen Einblick in das in den Vereinigten Staaten sehr populäre Bingo-Spiel gibt.
2006 drehte er mit der Komödie Outsourced – Auf Umwegen zum Glück seinen ersten Spielfilm als Regisseur, aus der er nachfolgend die gleichnamige Fernsehserie adaptierte und produzierte, die ab 2010 auf NBC lief, aber nach nur einer Staffel abgesetzt wurde.
2014 führte Jeffcoat Regie bei dem Spielfilm Big in Japan, in dem er erstmals auch einen kurzen Auftritt als Schauspieler hat.

## Filmografie

### Als Regisseur
- 1998: The Man Who Counted (Kurzfilm, als Assistenzregisseur)
- 1999: Bingo! The Documentary
- 2001: Milk (Kurzfilm)
- 2006: About Us (Dokumentarserie, 1 Folge Seattle Coffee)
- 2006: Outsourced – Auf Umwegen zum Glück (Outsourced)
- 2014: Big in Japan

### Als Produzent
- 2010–2011: Outsourced (Fernsehserie, 5 Folgen)
- 2014: Big in Japan

### Als Drehbuchautor
- 2006: Outsourced – Auf Umwegen zum Glück (Outsourced)
- 2010–2011: Outsourced (Fernsehserie, 4 Folgen)
- 2014: Big in Japan

### Als Editor
- 1999: Bingo! The Documentary
- 2000: Photo Finish (Kurzfilm)
- 2000: The Byrds (Kurzfilm)
- 2001: Milk (Kurzfilm)
- 2004: Living Life
- 2014: Big in Japan

### Als Schauspieler
- 2014: Big in Japan

### Als Kameramann
- 2005: Agent Max (Max Rules)
- 2014: My Last Year with the Nuns
- 2015: It’s So Easy and Other Lies (Dokumentation)